# Pobití Sasíků pod Hrubou Skálou
Pobití Sasíků pod Hrubou Skálou je plátno Mikoláše Alše a spolupracovníků, akademických malířů Vojtěcha Bartoňka, Karla Vítězslava Maška a Václava Jansy z roku 1895. Na obrazu je zachycen historický výjev popsaný v epické básni Královédvorského rukopisu o bitvě mezi markrabětem Siegfriedem von Meissen a českým feudálem Benešem, synem Heřmana, která se měla odehrát za vlády Přemysla Otakara I. na počátku 13. století a v které měli Češi slavně zvítězit.
Plátno je výjimečné svojí velikostí 10 × 8,5 m, která je řadí mezi největší světová plátna vůbec. Tato velikost ale přinesla obtíže s trvalým vystavením. Poté, co bylo dílo vystaveno jako diorama na Národopisné výstavě československé v Praze, bylo opětovně vystaveno v roce 1908 u příležitosti souborné výstavy českých malířů, dále v letech 1925–1931 jako součást Krajinské výstavy v Turnově ve speciálně pro ně postaveném pavilonu. Až v roce 1974 byl obraz po důkladném restaurování vystaven natrvalo v galerii Muzea Českého ráje v Turnově.